# Abrus
Abrus ist die einzige Pflanzengattung der Tribus Abreae innerhalb der Familie der Hülsenfrüchtler (Fabaceae). Diese Gattung kommt mit etwa 17 Arten in den Tropen und Subtropen der Alten Welt vor.

## Beschreibung

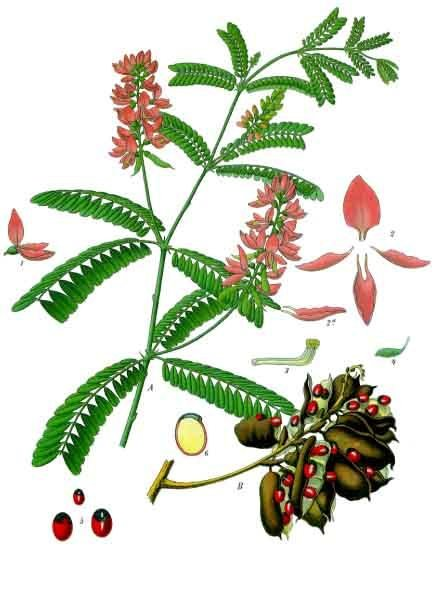
Illustration der Paternostererbse (Abrus precatorius)

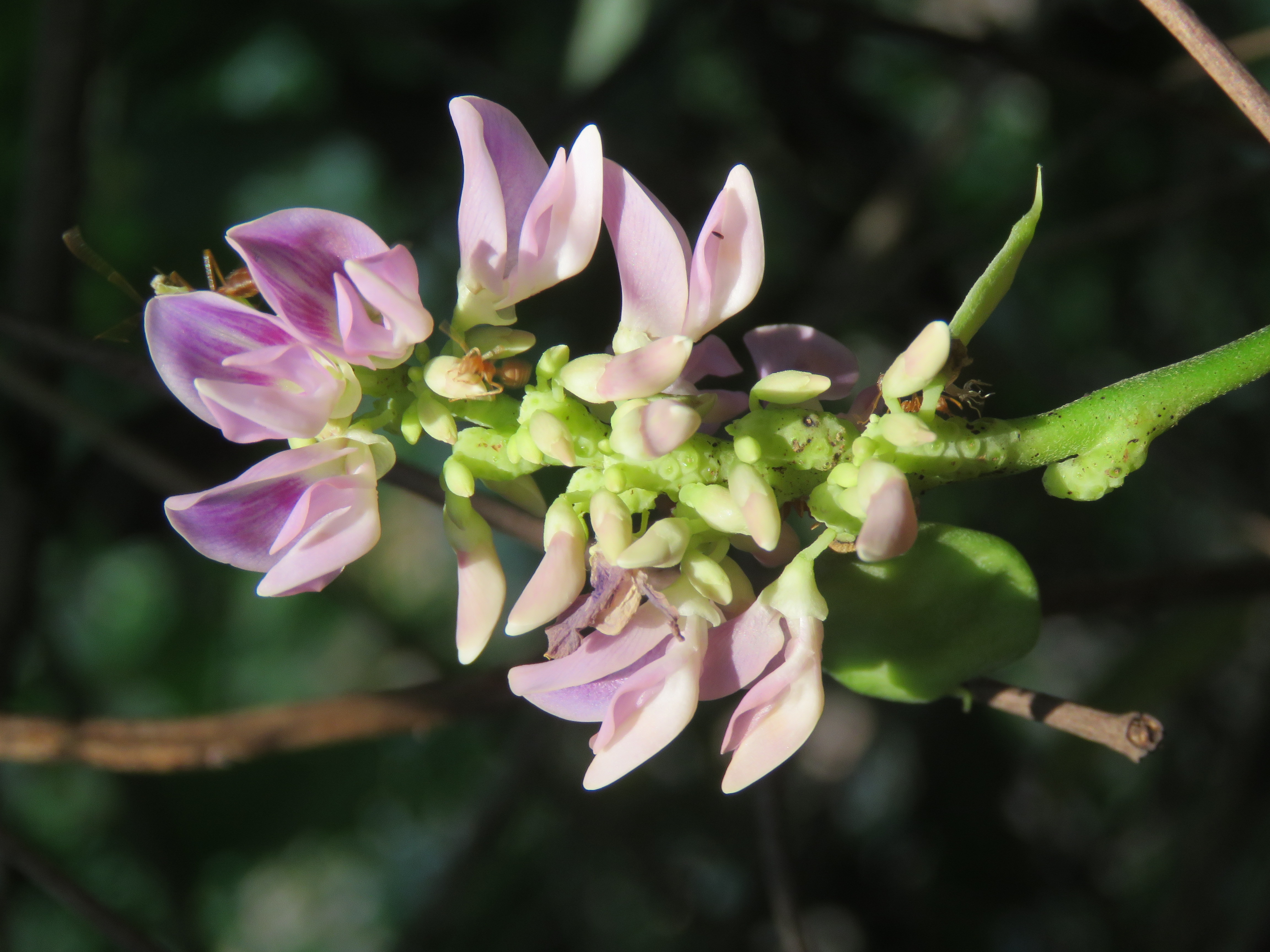
Blütenstand mit zygomorphen Blüten der Paternostererbse (Abrus precatorius)

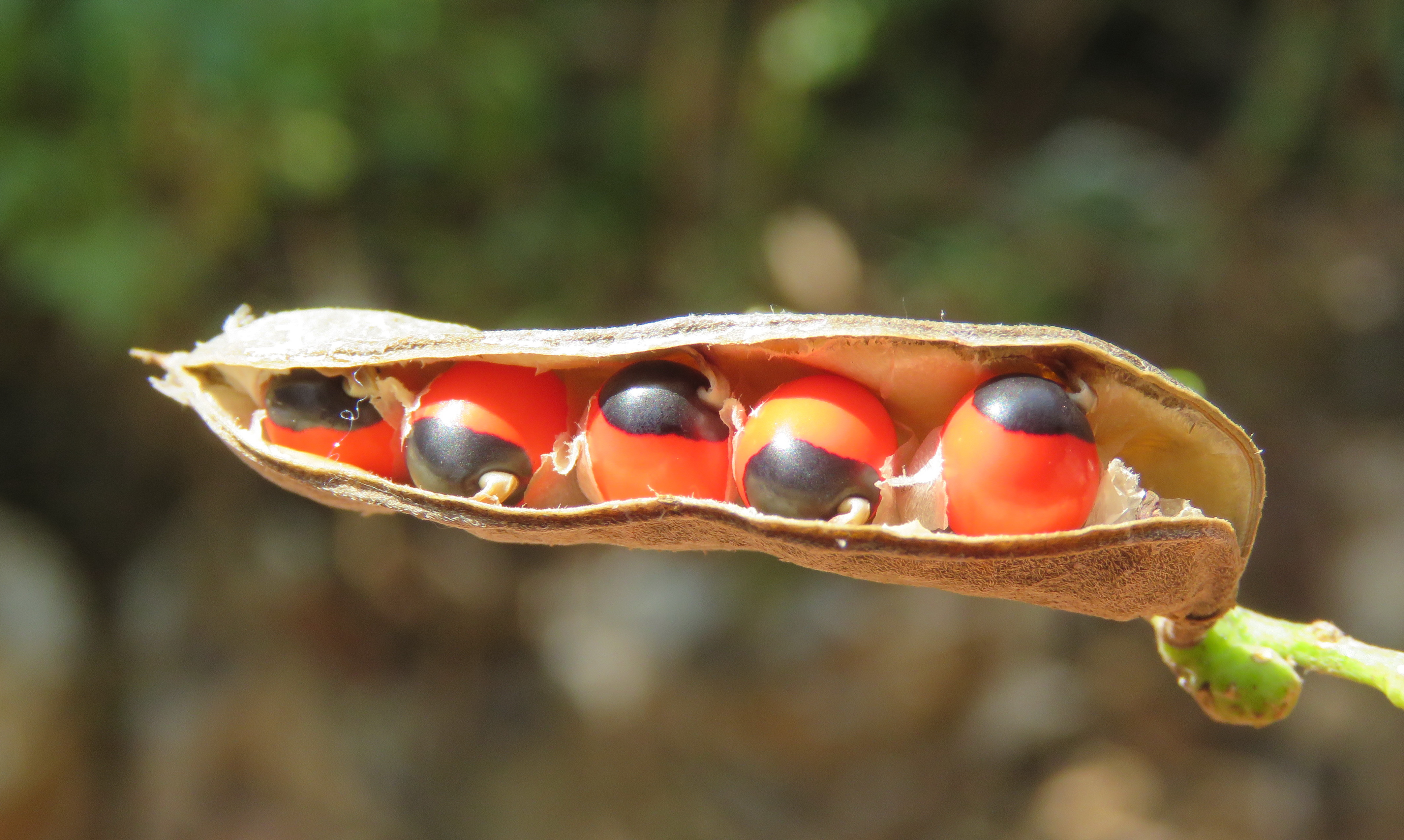
Reife offene Hülsenfrucht mit Samen der Paternostererbse (Abrus precatorius)

### Erscheinungsbild und Blätter
Bei den Abrus-Arten handelt es sich um Sträucher, die meist klimmend oder mit überhängenden Zweigen wachsen.
Die wechselständig angeordneten Laubblätter sind in Blattstiel und -spreite gegliedert. Die Blattspreiten sind paarig gefiedert, mit vielen Paaren von Fiederblättchen. Die Blattrhachis endet mit einer Borste. Es sind keine Nebenblätter vorhanden.

### Blütenstände und Blüten
In end- oder seitenständigen, traubigen Gesamtblütenständen stehen jeweils mehrere Blüten in bündeligen Teilblütenständen zusammen.
Die zwittrigen Blüten sind zygomorph und fünfzählig mit doppelter Blütenhülle. Die fünf Kelchblätter sind verwachsen, gestutzt mit kurzen Kelchzähnen. Die Blütenkrone besitzt den typischen Aufbau einer Schmetterlingsblüte. Die genagelte, eiförmige Fahne ist mehr oder weniger stark mit den Staubfäden verwachsen. Die Flügel sind schmal sichelförmig bis länglich. Es sind nur neun Staubblätter vorhanden. Die Staubfäden sind miteinander verwachsen und die Staubbeutel sind alle gleich. Das einzelne Fruchtblatt enthält viele Samenanlagen. Der Griffel ist kahl.

### Früchte und Samen
Die abgeflachten, zweifächerigen Hülsenfrüchte sind gekammert, zerfallen aber nicht in einzelne Abschnitte und enthalten einige Samen. Die fast kugeligen bis ellipsoiden Samen besitzen eine glänzende, manchmal leuchtend gefärbte Oberfläche.

## Systematik und Verbreitung
Die Erstveröffentlichung des Gattungsnamens Abrus erfolgte 1763 durch Michel Adanson in Familles des Plantes, 2, S. 327, 511. Typusart ist Abrus precatorius L.
Die Gattung der Abrus ist die einzige Gattung der Tribus Abreae in der Unterfamilie der Schmetterlingsblütler (Faboideae) innerhalb der Familie Hülsenfrüchtler (Fabaceae). Die Tribus Abreae wurde durch John Hutchinson in The Genera of Flowering Plants, 1, 1964, S. 451 veröffentlicht und stützt sich auf die lateinische Veröffentlichung von Abrinae: Wight & Arn. ex Endl.: Gen. Pl., 1840, S. 1301.
Die Gattung Abrus kommt in den Tropen und Subtropen der Alten Welt vor. Sieben bis neun Arten kommen in Afrika und fünf Arten nur in Madagaskar vor.

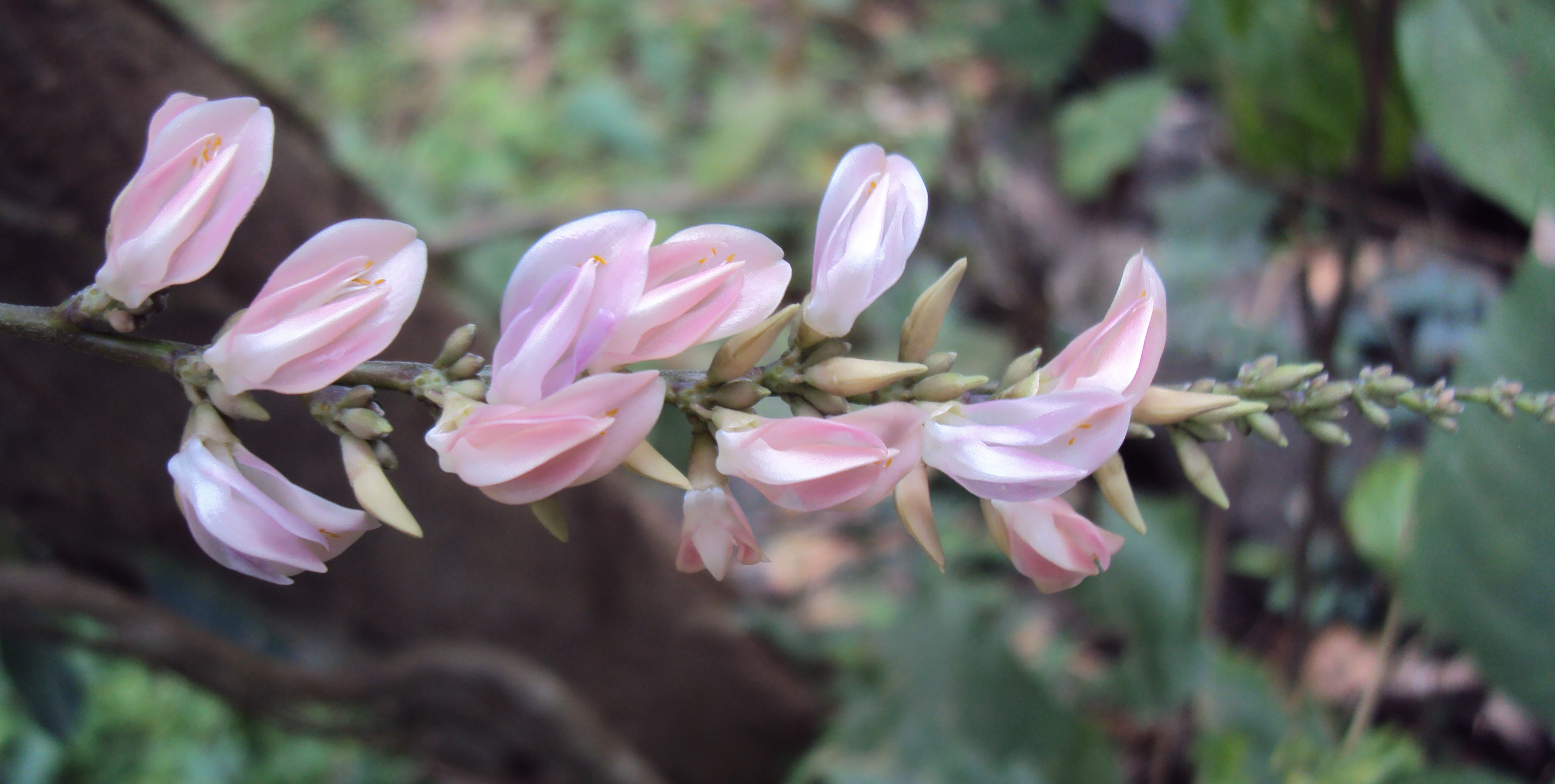
Abrus pulchellus

Es gibt etwa 17 Abrus-Arten (hier mit Angabe ihrer Verbreitungsgebiete):
- Abrus aureus R.Vig.: Die zwei Varietäten kommen auf weiten Teilen Madagaskars vor.[6]
- Abrus baladensis Thulin: Dieser Endemit kommt nur in Somalia vor.
- Abrus bottae Deflers: Die Heimat ist Saudi-Arabien, Jemen.
- Abrus canescens Baker: Sie ist Afrika: Angola, Burkina Faso, Burundi, Kamerun, Zentralafrikanische Republik, Gambia, Gabun, Ghana, Guinea, Guinea-Bissau, Elfenbeinküste, Kenia, Liberia, Mali, Nigeria, Sambia, Senegal, Sierra Leone, Sudan, Tansania, Togo, Uganda und Zaire weitverbreitet.
- Abrus diversifoliatus Breteler: Sie ist nur vom Typusfundort in Madagaskar in der Provinz Mahajanga bekannt.[6]
- Abrus fruticulosus Wight & Arn.: Die Heimat ist Indien, Indonesien, Java und die Philippinen.
- Abrus gawenensis Thulin: Dieser Endemit kommt nur in Somalia vor.
- Abrus laevigatus E.Mey.: Die Heimat ist Südafrika, Mosambik und Eswatini.
- Abrus longibracteatus Labat: Die Heimat ist Laos und Vietnam.
- Abrus madagascariensis R.Vig.: Sie kommt in Madagaskar in den Provinzen Antsiranana sowie Mahajanga vor.[6]
- Abrus parvifolius (R.Vig.) Verdc.: In Madagaskar sind weniger als fünf Fundorte in der Provinz Fianarantsoa bekannt.[6]
- Paternostererbse (Abrus precatorius L.): Mit mehreren Unterarten besitzt sie eine weite Verbreitung in Afrika, Australien und Asien. Sie ist in vielen tropischen Ländern eine invasive Pflanze.
- Abrus pulchellus Thwaites: Mit mehreren Unterarten besitzt sie eine weite Verbreitung in Asien: Sri Lanka, Bangladesch, Indien, Nepal, Bhutan, Myanmar, Kambodscha, Laos, Thailand, Vietnam, China, Malaysia, Papua-Neuguinea, Indonesien und die Philippinen. Fundortangaben gibt es auch für Madagaskar, Afrika und Brasilien.
- Abrus sambiranensis R.Vig.: Von dieser gefährdeten Art sind im nördlichen Madagaskar weniger als fünf Fundorte in der Provinz Antsiranana bekannt.[6]
- Abrus schimperi Baker: Sie ist Afrika: Zentralafrikanische Republik, Tschad, Äthiopien, Kenia, Malawi, Sambia, Simbabwe, Sudan, Tansania und Uganda verbreitet.
- Abrus somalensis Taub.: Dieser Endemit kommt nur in Somalia vor.
- Abrus wittei Baker f.: Sie kommt nur in der Demokratischen Republik Kongo vor.

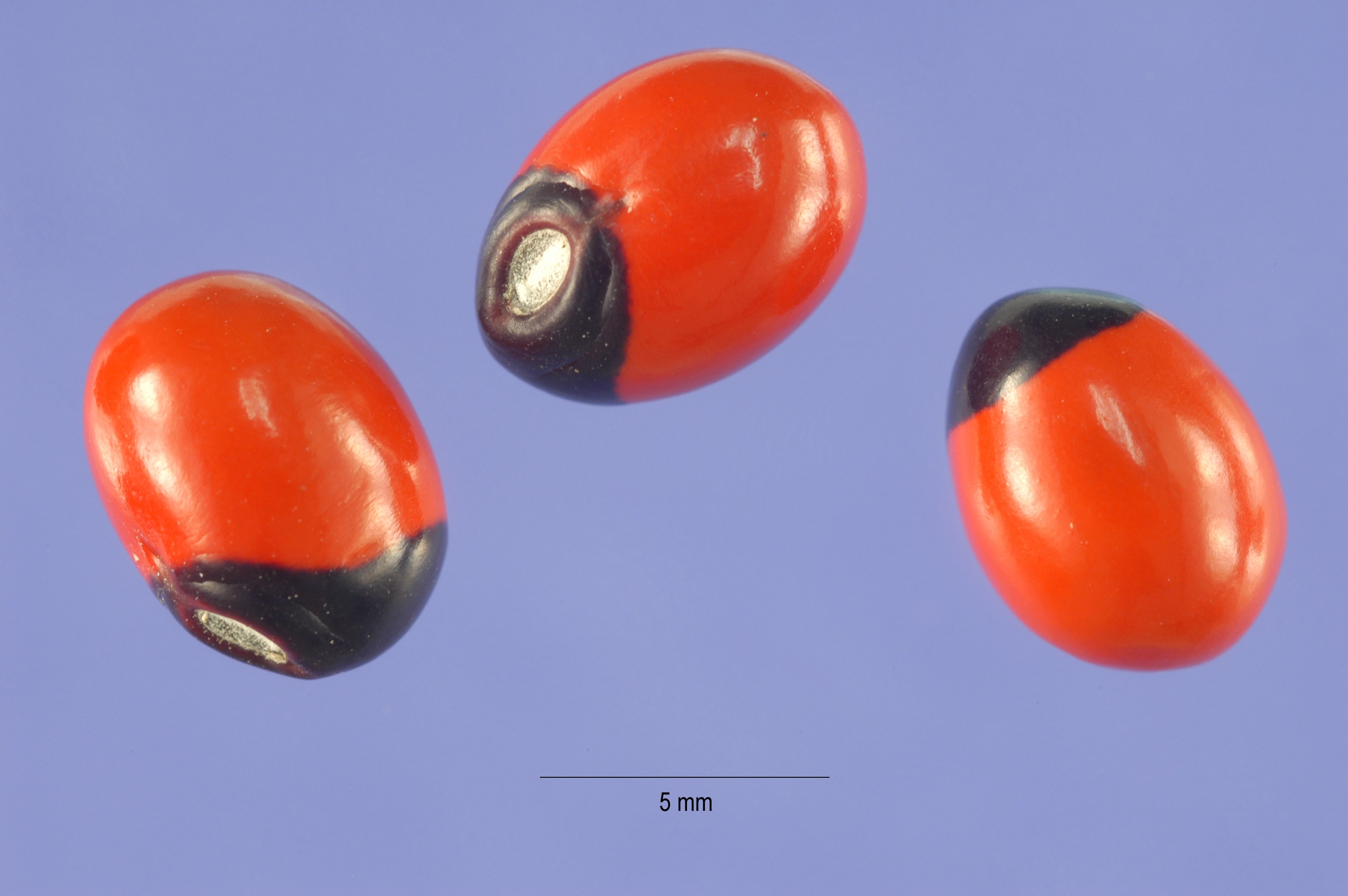
Die rot-schwarzen Samen der Paternostererbse (Abrus precatorius)

## Inhaltsstoffe und Giftigkeit
Nur von wenigen Abrus-Arten sind Informationen zu Inhaltsstoffen und Giftigkeit bekannt. Die Samen der Paternostererbse (Abrus precatorius) gelten als sehr giftig.